# مدارس العلامة الحلي الثانوية
مدارس العلامة الحلي الثانوية، التي سميت باسم ابن المطهر الحلي،  هي مدارس موجودة في مدن مختلفة في إيران كجزء من المنظمة الوطنية لتنمية المواهب الاستثنائية وتقبل المنظمة الطلاب من الصف السادس والتاسع من خلال امتحان عام. يتجاوز عدد مراكز هذه المنظمة في البلاد 170 مركزًا. وفي الحكومة الثانية عشرة، قُطع وعدٌ بتقليص عدد المراكز وتحسين جودة المدارس المتبقية. تنتشر فروع مختلفة لمدارس "العلامة الحلّي" في مدن إيرانية مختلفة، منها 10 في طهران.

## تاريخ مدارس العلامة الحلي
سُمّيت المدارس نسبةً إلى الحلي، وهو عالم شيعي من القرن الثامن الميلادي، وُلد في الحلة بالعراق. وكان بارعًا في الاجتهاد.

## التاريخ
تأسست المدرسة في عام 1976 باعتبارها المنظمة الوطنية الإيرانية لتعليم الموهوبين والمتفوقين (نودت).

## طالع أيضًا
- التعليم الموهوب
- مدرسة الشهيد سلطاني: مركز آخر لنودت ولكن في كرج، في إيران.

## روابط خارجية
- الموقع الرسمي لمدرسة العلامة الحلي في طهران
- القناة الرسمية لجيل 36 طلقة لمدرسة العلامة الحلي في طهران على التليجرام
- الموقع الرسمي لثانوية العلامة الحلي الثانية في طهران
- الموقع الرسمي لمدرسة العلامة الحلي الثالثة الثانوية بطهران
- الموقع الرسمي لمدرسة العلامة الحلي الرابعة الثانوية في طهران